# Ruvigny
Ruvigny è un comune francese di 459 abitanti situato nel dipartimento dell'Aube nella regione del Grand Est.

## Società

### Evoluzione demografica
Abitanti censiti